# Silent Nation
Silent Nation — дев'ятий студійний альбом англійської групи Asia, який був випущений 31 серпня 2004 року. Це був останній альбом з багаторічним вокалістом і басистом Джоном Пейном перед возз'єднанням оригінального складу гурту у 2006 році.

## Композиції
1. What About Love — 05:25
2. Long Way from Home — 05:58
3. Midnight — 06:23
4. Blue Moon Monday — 07:16
5. Silent Nation — 06:03
6. Ghost in the Mirror — 04:35
7. Gone Too Far — 06:47
8. I Will Be There for You — 04:09
9. Darkness Day — 06:17
10. The Prophet — 05:15

## Склад
- Джефф Даунс[en] — клавішні
- Ґатрі Ґовен — гітара
- Кріс Слейд — ударні, перкусія
- Джон Пейн[en] — вокал, бас-гітара

## Чарти
| Чарт (2004)                                  | Найвища позиція |
| -------------------------------------------- | --------------- |
| Німеччина German Albums (Offizielle Top 100) | 77              |